# Naseljenci otoka Catan
Naseljenci otoka Catan je družabna namizna igra, ki jo je zasnoval Klaus Teuber. Primerna je za 3-4 igralce nad 10 let in ima privržence po vsem svetu, potekajo pa tudi mnogi turnirji, na katerih nastopa veliko igralcev. Dobila pa je tudi večje število nagrad po vsem svetu za najboljšo družabno namizno igro. 

## Pravila
V igri igralci naseljujejo neobljudeni otok Catan. Z gradnjo naselij in mest si pridobivajo surovine na njim ustreznih poljih (gozd = les (debla), pašnik = volna (ovca), njiva = žito (snop), gričevje = glina (opeka), gorovje = ruda (kovina), puščava = ni donosa). Vsako polje je označeno z naključno številko in prinese vsem igralcem z naseljem ob njegovem robu ustrezno surovino če na kockah pade ustrezna vrednost. S surovinami lahko naprej zidajo nadaljnja naselja, mesta, ceste ali pa jih vlagajo v razvoj. Poleg pridobivanja surovin s pomočjo naselij, lahko igralci izmenjujejo surovine tudi med seboj ali na označenih pristaniščih.
Igralna plošča se vsakič sestavi na drug način, saj je sestavljena iz posameznih polj, ki se naključno postavijo na začetku. V igri obstaja tudi ropar, ki ga premikajo igralci in z njegovo pomočjo onemogočajo nasprotnike ter jim kradejo karte iz roke.

## Razširitve
Poleg osnovne igre so do zdaj izšle štiri razširitve, ki dodajajo različne elemente igri
- Mornarji: doda manjše otoke okrog glavnega, ki jih lahko igralci dosežejo z ladjami, in nov tip pokrajine - zlata reka, ki ob pravem metu kocke da surovino po želji. Tu poleg roparja napadajo še gusarji.
- Mesta in vitezi: večji poudarek na mestih in vitezih, nov tip dobrine - trgovska roba in več možnosti za razvoj
- Trgovci in barbari
- Dodatek za 5 in 6 igralcev
- Vzpon Inkov
- Raziskovalci in gusarji
- Zmaji, zakladi in raziskovalci

## Sorodne igre
- Naseljenci otoka Catan: Igra s kartami: igra s kartami za dva igralca, s podobno tematiko, a povsem drugačno mehaniko
- Naseljenci otoka Catan: Igra s kockami: vsak igralec ima lasten, prej natisnjen otok, na katerem mora na podoben način kot pri osnovni igri z metanjem kock pridobiti surovine in poseliti čim več ozemlja